# Barrio armenio de Jerusalén

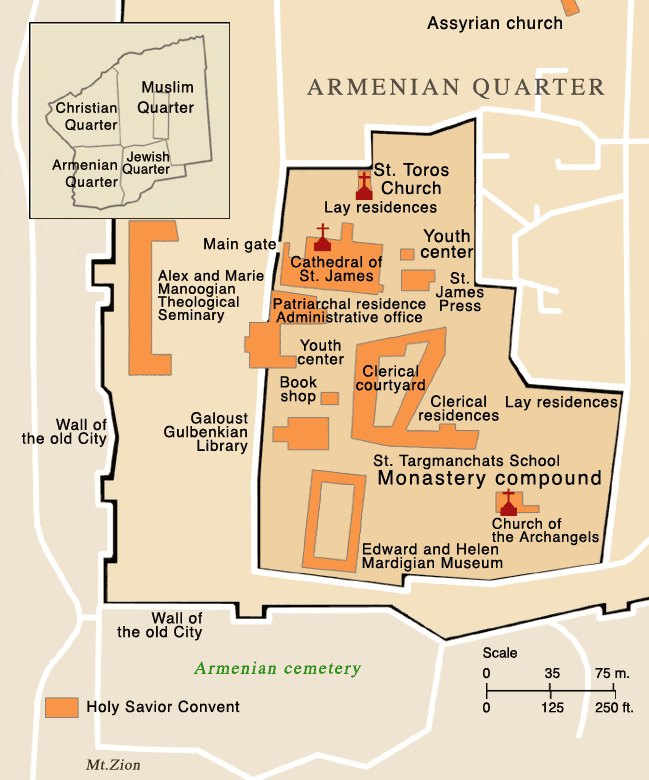
Mapa del Barrio armenio de la Ciudad Vieja de Jerusalén.

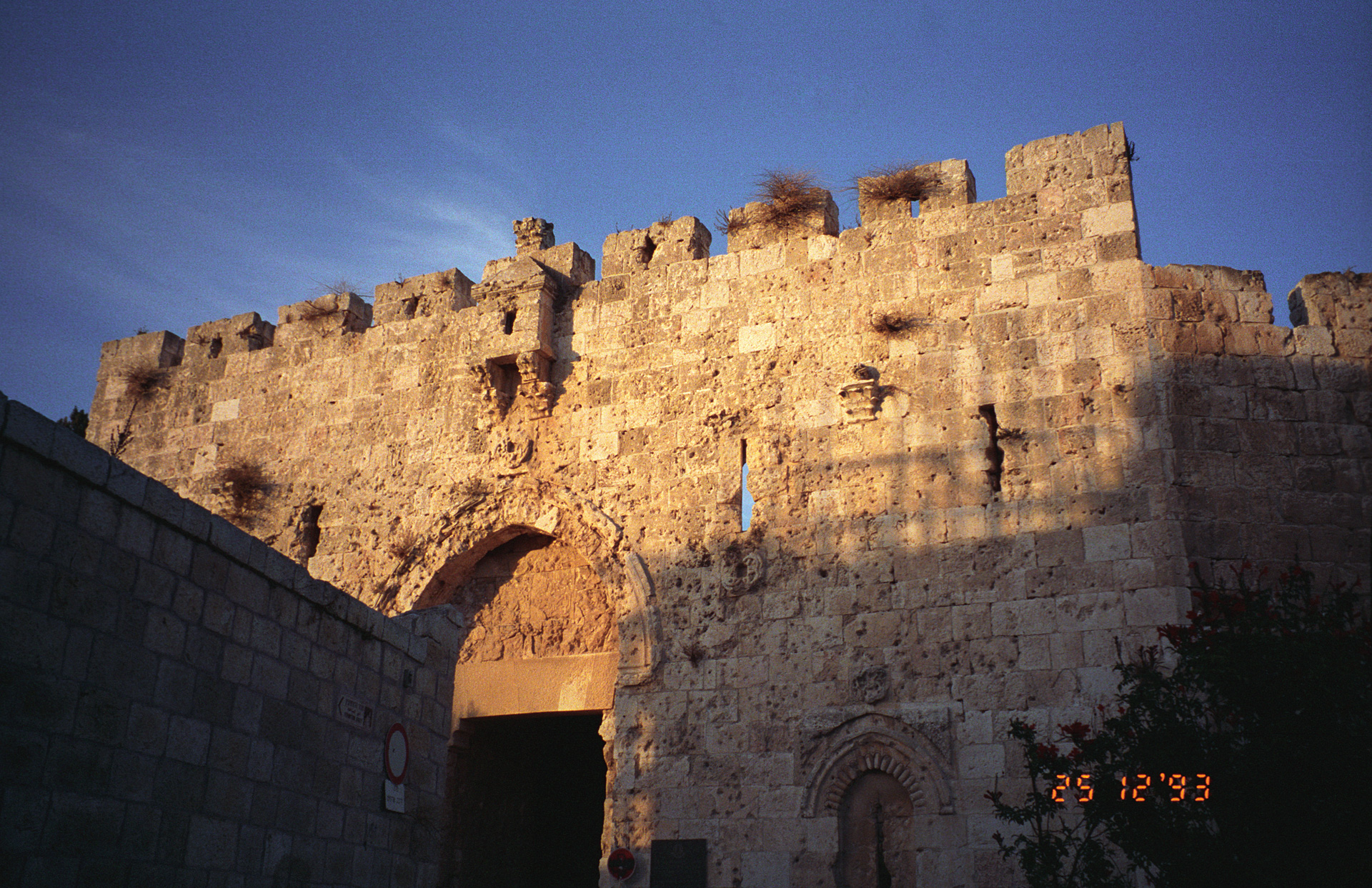
Puerta de Sion, Jerusalén, 1540.

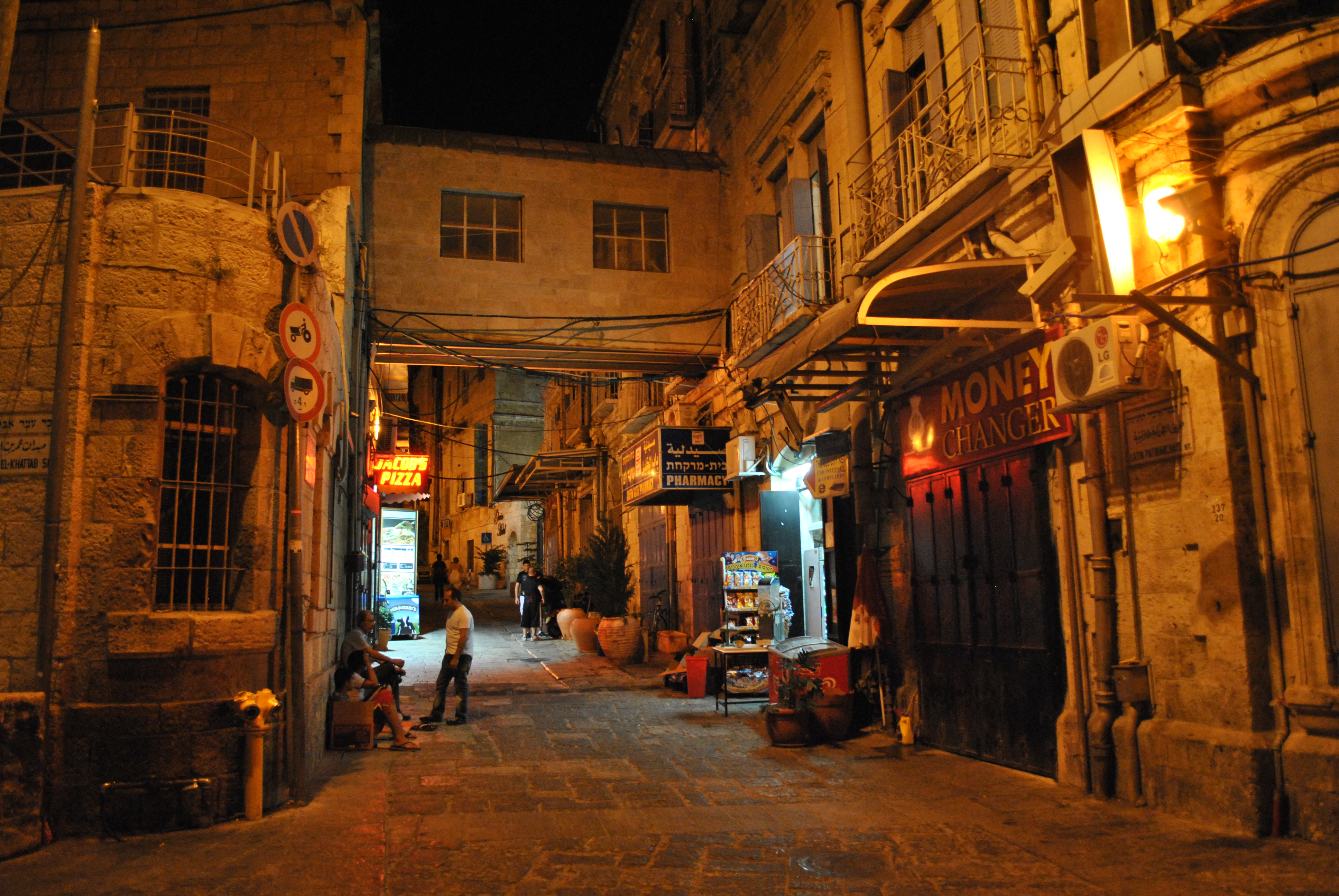
Calle Hanostrim, en el Barrio Armenio.

El Barrio armenio es el menor de los cuatro barrios de la Ciudad Vieja de Jerusalén. Está situado en la parte suroeste de la misma. A pesar de su reducido tamaño y población, los armenios y su patriarcado, el Patriarcado Armenio de Jerusalén, están muy presentes en la ciudad. Aunque los armenios son cristianos, enfatizan su identidad frente al Barrio cristiano.

## Características
Se trata de un barrio tranquilo en el que las instituciones eclesiásticas se esconden detrás de altos muros de monasterios e iglesias, dándole un carácter de misterio.
Por el occidente y por el suroccidente las murallas de Jerusalén lo separan del resto de la ciudad. La Puerta de Sion marca el inicio del límite con el Barrio judío, con el que limita por el suroriente y por el oriente. En su extremo nororiental comparte una corta frontera con el Barrio musulmán. A su vez, limita por el norte con el Barrio cristiano, con el que comparte la Puerta de Jaffa.

## Sitios destacados

### Acceso
- Puerta de Sion: construida en 1540.

### Iglesias
- La catedral de Santiago, situada en el centro del barrio, fue construida en el siglo XII. En el altar de la misma se encuentran los restos del apóstol Santiago el Menor, y en una capilla lateral la cabeza del apóstol Santiago el Mayor.[1]
- La iglesia de San Toros, contiene 4.000 manuscritos antiguos.[2]
- La iglesia monasterio de San Marcos, que estaría en el sitio antiguo de la casa de María, madre de San Marcos el Evangelista (Hechos 12:12) y el lugar de la Última Cena de Cristo con sus discípulos.
- La Iglesia de Cristo (Jerusalén), la más antigua iglesia protestante en el Medio Oriente.

### Museos
- Torre de David: es un museo sobre la historia de la ciudad. En la ciudadela se encuentra la esbelta torre, que se alza sobre las fortificaciones de la ciudad.
- Museo Armenio
- Antiguo Museo de Corte Yishuv